# Општина Миток (Ботошани)
Миток (рум. Mitoc) општина је у Румунији у округу Ботошани.
Oпштина се налази на надморској висини од 132 m.